# 28883 Kouveliotou
28883 Kouveliotou este o planetă minoră (asteroid) din centura de asteroizi. A fost descoperită pe 24 mai 2000 la Stația Anderson Mesa de Lowell Observatory Near-Earth-Object Search. 
Obiectul prezintă o orbită caracterizată de o semiaxă mare de 2,6150363 UAi, o excentricitate de 0,06, o înclinație de 5,23262 ° în raport cu ecliptica.